# Дзендрини, Бернардино (поэт)
Бернарди́но Дзендри́ни (итал. Bernardino Zendrini; 6 июля 1839, Бергамо, Ломбардо-Венецианское королевство — 2 августа 1879, Палермо) — итальянский поэт.
Профессор итальянского языка и литературы в университетах Ферраре и Палермо. Из его произведений наиболее известны: «Ghirlanda Dentesca» (Милан, 1865) и перевод «Книги песен» Гейне, который сделал имя немецкого поэта популярным в Италии. Многие из стихотворений Дзендрини переведены на немецкий язык.